# Список епископов Украинской православной церкви (Московского патриархата)
Список епископов Украинской православной церкви содержит епископов Украинской православной церкви по сану и алфавиту.

## Персонально

### Правящие архиереи
На 18 декабря 2018 года УПЦ МП насчитывала 95 архиереев. Это 53 правящих архиерея, 35 викарных архиереев и 7 архиереев на покое.

#### Предстоятель
1. Онуфрий (Березовский), митрополит Киевский и всея Украины с 17 августа 2014 года.

#### Постоянные члены Священного синода УПЦ
1. Агафангел (Саввин), митрополит Одесский и Измаильский (Алексей Михайлович Са́ввин)
2. Антоний (Паканич), митрополит Бориспольский и Броварской, управляющий делами УПЦ (Ива́н Ива́нович Пака́нич)
3. Климент (Вечеря), митрополит Нежинский и Прилукский (Вечеря Олег Александрович)
4. Марк (Петровций), митрополит Хустский и Виноградовский (Никола́й Ива́нович Петро́вций)
5. Павел (Лебедь), митрополит Вышгородский и Чернобыльский, викарий Киевской митрополии, наместник Свято-Успенской Киево-Печерской лавры, председатель Синодальной комиссии УПЦ по делам монастырей (Пётр Дмитриевич Лебедь)
6. Феодор (Гаюн), митрополит Каменец-Подольский и Городокский, председатель Церковного суда УПЦ (Алексе́й Алексе́евич Гаю́н)
7. Мелетий (Егоренко), митрополит Черновицкий и Буковинский, председатель ОВЦС УПЦ (Валенти́н Влади́мирович Егоренко)
8. Сергий (Генсицкий), митрополит Тернопольский и Кременецкий (Генсицкий Борис Наумович)

#### Епархиальные архиереи

##### Митрополиты
1. Онуфрий (Березовский), митрополит Киевский и всея Украины (Березовский Орест Владимирович)
2. Августин (Маркевич), митрополит Белоцерковский и Богуславский (Маркевич Адам Иванович)
3. Агапит (Бевцик), митрополит Могилёв-Подольский и Шаргородский (Бевцик Иван Васильевич)
4. Агафангел (Саввин), митрополит Одесский и Измаильский (Саввин Алексей Михайлович)
5. Алексий (Гроха), митрополит Балтский и Ананьевский (Гроха Сергей Александрович)
6. Алексий (Шпаков), митрополит Вознесенский и Первомайский (Шпаков Алексей Алексеевич)
7. Амвросий (Поликопа), митрополит Черниговский и Новгород-Северский (Поликопа Андрей Яковлевич)
8. Анатолий (Гладкий), митрополит Сарненский и Полесский (Гладкий Алексей Алексеевич)
9. Антоний (Паканич), митрополит Бориспольский и Броварский (Паканич Иван Иванович)
10. Боголеп (Гончаренко), митрополит Александрийский и Светловодский (Гончаренко Валерий Валерьевич)
11. Варсонофий (Столяр), митрополит Винницкий и Барский (Столяр Василий Петрович)
12. Виктор (Коцаба), митрополит Хмельницкий и Староконстантиновский (Коцаба Владимир Дмитриевич)
13. Виссарион (Стретович), митрополит Овручский и Коростенский (Стретович Василий Александрович)
14. Владимир (Мельник), митрополит Владимир-Волынский и Ковельский (Мельник Константин Павлович)
15. Владимир (Орачёв), митрополит Каменской и Царичанский (Орачёв Станислав Николаевич)
16. Евлогий (Гутченко), митрополит Сумской и Ахтырский (Гутченко Евгений Анатольевич)
17. Евсевий (Дудка), митрополит Шепетовский и Славутский (Дудка Иван Иванович)
18. Ефрем (Кицай), митрополит Криворожский и Никопольский (Кицай Иван Степанович)
19. Ефрем (Яринко), митрополит Бердянский и Приморский (Яринко Валентин Александрович)
20. Иоанн (Сиопко), митрополит Херсонский и Таврический (Сиопко Игорь Степанович)
21. Ириней (Середний), митрополит Днепропетровский и Павлоградский (Середний Иван Петрович)
22. Лука (Коваленко), митрополит Запорожский и Мелитопольский (Коваленко Андрей Вячеславович)
23. Марк (Петровций), митрополит Хустский и Виноградовский (Петровций Николай Иванович)
24. Мелетий (Егоренко), митрополит Черновицкий и Буковинский (Егоренко Валентин Владимирович)
25. Митрофан (Никитин), митрополит Горловский и Славянский (Никитин Андрей Викторович)
26. Нафанаил (Крикота), митрополит Волынский и Луцкий (Крикота Пётр Григорьевич)
27. Никодим (Барановский), митрополит Северодонецкий и Старобельский (Барановский Николай Николаевич)
28. Никодим (Горенко), митрополит Житомирский и Новоград-Волынский (Горенко Виктор Васильевич)
29. Николай (Капустин), митрополит Кременчугский и Лубенский (Капустин Максим Владимирович)
30. Николай (Почтовый), митрополит Кировоградский и Новомиргородский (Почтовый Александр Георгиевич)
31. Онуфрий (Лёгкий), митрополит Харьковский и Богодуховский (Легкий Олег Владимирович)
32. Пантелеимон (Поворознюк), митрополит Луганский и Алчевский (Поворознюк Василий Дмитриевич)
33. Пантелеимон (Луговой), митрополит Уманский и Звенигородский (Луговой Михаил Васильевич)
34. Пимен (Воят), митрополит Ровенской и Острожский (Воят Павел Михайлович)
35. Питирим (Старинский), митрополит Николаевский и Очаковский (Старинский Николай Петрович)
36. Роман (Кимович), митрополит Конотопский и Глуховский (Кимович Дмитрий Дмитриевич)
37. Сергий (Аницой), митрополит Тульчинский и Брацлавский (Аницой Сергей Леонидович)
38. Сергий (Генсицкий), митрополит Тернопольский и Кременецкий (Генсицкий Борис Наумович)
39. Тихон (Софийчук), митрополит Роменский и Буринский (Софийчук Василий Николаевич)
40. Феодор (Гаюн), митрополит Каменец-Подольский и Городокский (Гаюн Алексей Алексеевич)
41. Феодор (Мамасуев), митрополит Мукачевский и Ужгородский (Мамасуев Александр Семёнович)
42. Феодосий (Снигирёв), митрополит Черкасский и Каневський(Снигирёв Денис Леонидович)
43. Филарет (Кучеров), митрополит Львовский и Галицкий (Кучеров Сергей Иванович)
44. Филарет (Зверев), митрополит Новокаховский и Генический (Зверев Юрий Олегович)
45. Филипп (Осадченко), митрополит Полтавский и Миргородский (Осадченко Роман Альбертович)

##### Архиепископы
1. Иоанн (Терновецкий), архиепископ Изюмский и Купянский (Терновецкый Николай Васильевич)

#### Викарные архиереи

##### Митрополиты
1. Антоний (Фиалко),  митрополит Макаровский, викарий Киевской епархии (Фиалко Василий Иванович)
2. Арсений (Яковенко), митрополит Святогорский, викарий Киевской епархии (Яковенко Игорь Фёдорович)
3. Владимир (Мороз), митрополит Почаевский, викарий Киевской епархии (Мороз Виорел Лазаревич)
4. Иоасаф (Губень), митрополит Васильковский, викарий Киевской епархии (Губень Пётр Иванович)
5. Лонгин (Жар), митрополит Банченский, викарий Черновицкой епархии (Жар Михаил Васильевич)
6. Павел (Лебедь), митрополит Вышгородский и Чернобыльский, викарий Киевской епархии (Лебедь Пётр Дмитриевич)

##### Архиепископы
1. Александр (Нестерчук), архиепископ Городницкий, викарий Киевской епархии (Нестерчук Василий Константинович)
2. Амвросий (Вайнагий), архиепископ Згуровский, викарий Бориспольской епархии (Вайнагий Василий Васильевич)
3. Амвросий (Скобиола), архиепископ Волновахский, викарий Донецкой епархии (Скобиола Андрей Петрович)
4. Андрей (Василашку), архиепископ Петропавловский, викарий Днепропетровской епархии (Василашку Сергей Петрович)
5. Антоний (Крипак), архиепископ Путивльский, викарий Киевской епархии (Крипак Сергей Михайлович)
6. Варнава (Филатов), архиепископ Макеевский, викарий Донецкой епархии (Филатов Станислав Юрьевич)
7. Варсонофий (Виниченко), архиепископ Новоазовский, викарий Донецкой епархии (Винниченко Владимир Семёнович)
8. Вениамин (Межинский), архиепископ Хотинский, викарий Черновицкой епархии (Межинский Мирослав Никифорович)
9. Вениамин (Погребной), архиепископ Новосанжарский, викарий Полтавской епархии (Погребной Владимир Валентинович)
10. Виктор (Быков), архиепископ Арцизский, викарий Одесской епархии (Быков Владислав Олегович)
11. Дамиан (Давыдов), архиепископ Фастовский, викарий Киевской епархии (Давыдов Олег Александрович)
12. Диодор (Васильчук), архиепископ Южненский, викарий Одесской епархии (Васильчук Виталий Семенович)
13. Дионисий (Пилипчук), архиепископ Переяслав-Хмельницкий, викарий Киевской епархии (Пилипчук Константин Петрович)
14. Евлогий (Пацан), архиепископ Новомосковский, викарий Днепропетровской епархии (Пацан Василий Алексеевич)
15. Иоанн (Вахнюк), архиепископ Золотоношский, викарий Черкасской епархии (Вахнюк Сергей Григорьевич)
16. Иов (Смакоуз), архиепископ Шумский, викарий Тернопольской епархии (Смакоуз Виктор Фёдорович)
17. Иона (Черепанов), архиепископ Обуховский, викарий Киевской епархии (Черепанов Максим Александрович)
18. Кассиан (Шостак), архиепископ Иванковский, викарий Киевской епархии (Шостак Александр Константинович)
19. Никодим (Пустовгар), архиепископ Любечский, викарий Черниговской епархии (Пустовгар Николай Григорьевич)
20. Павел (Валуйский), архиепископ Беловодский, викарий Луганской епархии (Валуйский Роман Дмитриевич)
21. Паисий (Шинкарев) , архиепископ Константиновский, викарий Киевской епархии (Шинкарёв Виктор Сергеевич)
22. Пантелеимон (Бащук), архиепископ Бучанский, викарий Киевской епархии (Бащук Виктор Романович)
23. Сильвестр (Стойчев), архиепископ Белогородский, викарий Киевской епархии (Стойчев Александр Николаевич)
24. Симеон (Голубка), архиепископ Угольский, викарий Хустской епархии (Степа́н Миха́йлович Голу́бка)
25. Серафим (Демьянив), архиепископ Яготинский, викарий Киевской епархии (Демьянов Владимир Васильевич)
26. Спиридон (Головастов), архиепископ Добропольский, викарий Киевской епархии (Головастов Сергей Николаевич)
27. Спиридон (Романов), архиепископ Вишневский, викарий Киевской епархии (Романов Андрей Владимирович)

##### Епископы
1. Антоний (Пухкан), епископ Корсунь-Шевченковский, викарий Черкасской епархии (Дми́трий Ильи́ч Пухкан)
2. Афанасий (Герман), епископ Камень-Каширский, викарий Волынской епархии (Герман Александр Александрович)
3. Варнава (Гладун), епископ Новобугский, викарий Николаевской епархии (Гладун Василий Андреевич)
4. Иринарх (Тымчук),  епископ Новопсковский, викарий Северодонецкой епархии (Тымчук Денис Иванович)
5. Исаакий (Андроник), епископ Ворзельский, викарий Киевской епархии (Андроник Фёдор Филиппович)
6. Кирилл (Билан), епископ Бышевский, викария Киевской епархии (Билан Анатолий Васильевич)
7. Лавр (Березовский), епископ Ирпенский, викарий Киевской епархии (Орест Викторович Березовский)
8. Марк (Андрюк), епископ Бородянский, викарий Киевской епархии (Влади́мир Ива́нович Андрю́к)
9. Сергий (Михайленко), епископ Болградский, викарий Одесской епархии (Михайленко Александр Александрович)
10. Силуан (Чорней), епископ Герцаевский, викарий Черновицкой епархии (Чорней Аурел Степанович)
11. Феодосий (Марченко),  епископ Ладанский, викарий Нежинской епархии (Марченко Евгений Леонидович)
12. Клеопа (Мигаеси), епископ Новоселицкой, викарий Черновицкой епархии (2022) (Тодор Степанович Мигаеси)
13. Феодосий (Минтенко), епископ Городищенский, викарий Шепетовской епархии (2022) (Василий Николаевич Минтенко)
14. Вениамин (Величко), епископ Скадовский, викарий Херсонской епархии (2022) (Сергей Михайлович Величко)
15. Иаков (Галандзовский), епископ Дрогобычский, викарий Львовской епархии (2022) (Сергий Леонидович Галандзовский)
16. Иларий (Гаврилец), епископ Свалявский, викарий Мукачевской епархии (2022) (Юрий Михайлович Гаврилец)
17. Вениамин (Волощук), епископ Боярский, викарий Киевской епархии (2023) (Василий Карлович Волощук)
18. Аркадий (Демченко), епископ Гостомельский, викарий Киевской епархии (2023) (Дмитрий Петрович Демченко)
19. Алипий (Цушко), епископ Тарутинский, викарий Одесской епархии (2024) (Валерий Георгиевич Цушко)
20. Климент (Шмигельский), епископ Боровский, викарий Киевской епархии (2024) (Тара́с Васи́льевич Шмиге́льский)
21. Анастасий (Бедников), епископ Овидиопольский, викарий Одесской епархии (2024) ( Вячесла́в Ви́кторович Бе́дников)
22. Серафим (Кадубянский), епископ Нововоронцовский, викарий Новокаховской епархии (2024) (Васи́лий Васи́льевич Кадубя́нский)
23. Иов (Похивка), епископ Кицманский, викарий Черновицко-Буковинской епархии (2024)
24. Пантелеимон (Мельник), епископ Батуринский, викарий Нежинской епархии (2025)
25. Филарет (Волошин), епископ Барышевский, викарий Бориспольской епархии (2025)

### Архиереи на покое
митрополиты
1. Лазарь (Швец), митрополит бывший  Симферопольский и Крымский (1980-2023) ( Ростисла́в Фили́ппович Шве́ц)
2. Платон (Удовенко), митрополит бывший Феодосийский и Керченский (1973—2024) (Влади́мир Петро́вич Удове́нко)
3. Серафим (Зализницкий), схимитрополит бывший Ивано-Франковский и Коломыйский (1994-2022) (Зализницкий Василий Фёдорович)
4. Иосиф (Масленников), митрополит  бывший Роменский и Бурынский (2008-2022) (Ма́сленников Алексе́й Алекса́ндрович)
5. Елисей (Иванов), митрополит  бывший Изюмский и Купянский (2007-2022) (Иванов Олег Александрович)
6. Ионафан (Елецких), митрополит бывший Тульчинский и Брацлавский (2006-2024) (Елецких Анатолий Иванович)
7. Иларион (Шукало), митрополит бывший Донецкий и Мариупольский (1996―2024) (Шукало Роман Васильевич)

архиепископы
1. Гурий (Кузьменко), архиепископ, бывший Житомирский и Новоград-Волынский (1994—2011) (Кузьменко Сергей Александрович)

епископы
1. Антоний (Боровик), епископ, бывший Угольский, викарий Хустской епархии (2008–2019) (Боровик Александр Анатольевич)
2. Гедеон (Харон), епископ, бывший Макаровский, викарий Киевской епархии (2018–2023) (Харон Юрий Самуилович)
3. Дионисий (Константинов), епископ, бывший Шепетовский и Славутский (2011—2014) (Константинов Дмитрий Алексеевич)
4. Ипполит (Хилько), епископ, бывший Хустский и Виноградовский (1992—2007) (Хилько Алексей Алексеевич)
5. Каллиник (Чернышёв), епископ бывший Бахчисарайский, викарий Симферопольской епархии (2019—2024) (Константи́н Вале́рьевич Чернышёв)

### Бывшие архиереи
Указаны архиереи со времени приобретения УПЦ самостоятельности в управлении, то есть с октября 1990 года. Указывается последний титул, в скобках — годы архиерейского служения.

#### Переведённые
1. Антоний (Москаленко), епископ Черновицкий и Буковинский, в 1990 году переведён в РПЦ, где с 1991 года — епископ (с 1997 — архиепископ) Уральский
2. Нектарий (Фролов), епископ Дубновский, викарий Ровенской епархии, в 2014 году переведён в РПЦ, где с 2014 года — епископ Талдыкорганский, викарий Астанайской епархии
3. Лазарь (Швец), митрополит Симферопольский и Крымский (Швец Ростислав Филиппович), в 2022 году переведён в РПЦ
4. Платон (Удовенко), митрополит Феодосийский и Керченский (Удовенко Владимир Петрович), в 2022 году переведён в РПЦ
5. Агафон (Опанасенко),  епископ Коктебельский, викарий Феодосийской епархии (Опанасенко Вячеслав Александрович), в 2022 году переведён в РПЦ
6. Алексий (Овсянников), епископ Джанкойский и Раздольненский (Овсянников Александр Александрович), в 2022 году переведён в РПЦ
7. Каллиник (Чернышёв), епископ Бахчисарайский, викарий Симферопольской епархии (Чернышёв Константин Валерьевич), в 2022 году переведён в РПЦ
8. Нестор (Доненко), епископ Ялтинский, викарий Симферопольской епархии (Доненко Николай Николаевич), в 2022 году переведён в РПЦ
9. Аркадий (Таранов), архиепископ Ровеньковский и Свердловский (Таранов Александр Борисович), в 2022 году переведён в РПЦ

#### Запрещённые в служении
1. Симеон (Шостацкий), митрополит Винницкий и Барский, запрещён в священнослужении 17 декабря 2018 года, перешёл в ПЦУ[1];
2. Александр (Драбинко), митрополит Переяслав-Хмельницкий и Вишневский, викарий Киевской епархии, запрещён в священнослужении 17 декабря 2018 года, перешёл в ПЦУ[1].

#### Лишённые сана
1. Филарет (Денисенко), митрополит Киевский и всея Украины (1962—1992), запрещён в служении 27 мая 1992 года, лишён сана 11 июня 1992 года.

### Умершие архиереи
Указывается последний титул, в скобках — годы архиерейского служения.

#### Умершие
1. Алипий (Козолий), митрополит Джанкойский и Роздольнский  (2010-2021)
2. Алипий (Погребняк), схиархиепископ; архиепископ Краснолиманский, викарий Горловской епархии (1991-2021)
3. Антоний (Вакарик), митрополит Черниговский и Нежинский (1965—2003)
4. Василий (Златолинский), архиепископ, бывший Запорожский и Мелитопольский (1990—2009) на покое с 2009 года, умер в 2022 году
5. Василий (Васильцев), архиепископ Кировоградский и Александрийский (1989—1998), на покое в 1998 год умер в 1998 году
6. Варфоломей (Ващук), митрополит Ровенский и Острожский (1990—2021)
7. Владимир (Сабодан), митрополит Киевский и всея Украины (1992—2014)
8. Евфимий (Шутак), архиепископ Мукачевский и Ужгородский (1989—2000)
9. Иннокентий (Шестопаль), епископ, бывший Конотопский и Глуховский (1994—2008), на покое с 2008 года, умер в 2022 году
10. Иоанникий (Кобзев), митрополит, бывший Луганский и Алчевский (1988—2012), на покое с 2012 года, умер в 2020 году
11. Кронид (Мищенко), епископ Днепропетровский и Криворожский (1992—1993)
12. Леонтий (Гудимов), митрополит Херсонский и Таврический (1962—1992)
13. Макарий (Свистун), митрополит Винницкий и Могилёв-Подольский (1970—2007)
14. Мефодий (Петровцы), епископ Хустский и Виноградовский (1994—1998), на покое в 1998—2013 год
15. Митрофан (Юрчук), митрополит Луганский и Алчевский (2000—2021)
16. Никанор (Юхимюк), архиепископ Сумской и Ахтырский (1979—1997)
17. Никодим (Руснак), митрополит Харьковский и Богодуховский (1961—2011)
18. Николай (Грох), архиепископ Белогородский, викарий Киевской епархии (1992—2017)
19. Нифонт (Солодуха), митрополит, бывший Волынский и Луцкий (1990—2016; ум. 2017)
20. Пантелеимон (Романовский), архиепископ, бывший Кировоградский и Новомиргородский (1992—2011), на покое с 2011 года, умер в 2019 году
21. Савва (Бабинец), архиепископ Полтавский и Кременчугский (1969—1992)
22. Севастиан (Пилипчук), епископ Кировоградский и Николаевский (1977—1992), на покое с 1989 года, умер в 1992 году
23. Софроний (Дмитрук), митрополит Черкасский и Каневский (1992—2020)
24. Тихон (Жиляков), епископ Кременчугский и Лубенский (2009—2011)
25. Тихон (Чижевский), епископ Ивано-Франковский и Коломыйский (2014—2018)
26. Феодосий (Дикун), митрополит Полтавский и Кременчугский (1967—2001)

#### Переведённые — умершие
1. Глеб (Савин), епископ Днепропетровский и Криворожский (1990—1992), в 1992 году переведён в БПЦ, где в 1992—1996 годах — епископ Полоцкий и Глубокский (в 1996—1998 годах на покое)
2. Иов (Тывонюк), архиепископ Житомирский, в 1994 году переведён в РПЦ, где с 1996 года — архиепископ, а в 2000—2011 годах — митрополит Челябинский (с 2011 года на покое)

#### Лишённые сана — умершие
1. Андрей (Горак), епископ Львовский и Галицкий (1990—1992), перешёл в УПЦ КП
2. Иаков (Панчук), епископ Почаевский, викарий Тернопольской епархии (1990—1992), перешёл в УПЦ КП

## По кафедрам
С 27 октября 1990 года (предоставление статуса самоуправляемой Церкви с правами широкой автономии Архиерейским собором РПЦ). Епархии (и викариаты в их пределах) размещаются по давности кафедр.

### Киевская епархия
1. Филарет (Денисенко), митрополит Киевский и всея Украины, предстоятель УПЦ (до 21 мая 1992)
2. Никодим (Руснак), митрополит Харьковский и Богодуховский, местоблюститель Киевской митрополии (21—27 мая 1992)
3. Владимир (Сабодан), митрополит Киевский и всея Украины, предстоятель УПЦ (27 мая 1992 — 5 июля 2014)
4. Онуфрий (Березовский), митрополит Киевский и всея Украины, предстоятель УПЦ (с 17 августа 2014)

### Мукачевская епархия
1. Евфимий (Шутак), архиепископ Мукачевский и Ужгородский (до 19 января 2000)
2. Агапит (Бевцик), епископ Мукачевский и Ужгородский (26 июля 2000 — 14 декабря 2007)
3. Марк (Петровций), архиепископ Хустский и Виноградовский, управляющий Мукачевской епархией (14 декабря 2007 — 23 декабря 2007)
4. Феодор (Мамасуев), архиепископ Мукачевский и Ужгородский (с 23 декабря 2007)

### Черниговская епархия
1. Антоний (Вакарик), митрополит Черниговский и Нежинский (31 мая 1973 — 15 июля 2003)
2. Амвросий (Поликопа), епископ Новгород-Северский, управляющий Черниговской епархией (15 июля — 16 октября 2003)
3. Амвросий (Поликопа), митрополит Черниговский и Новгород-Северский (с 16 октября 2003)

### Владимир-Волынская епархия
Возрождённая в 1996 году древняя Владимирская епархия.
1. Симеон (Шостацкий), архиепископ Владимир-Волынский и Ковельский (4 мая 1996 — 10 июня 2007)
2. Никодим (Горенко), епископ Владимир-Волынский и Ковельский (10 июня 2007 — 14 июня 2011)
3. Владимир (Мельник), митрополит Владимир-Волынский и Ковельский (с 14 июня 2011)

### Белоцерковская епархия
Возрождённая в 1994 году древняя Юрьевская епархия.
1. Серафим (Зализницкий), епископ Белоцерковский и Богуславский (1 августа 1994 — 31 мая 2007)
2. Митрофан (Юрчук), архиепископ Белоцерковский и Богуславский (31 мая 2007 — 20 июля 2012)
3. Августин (Маркевич), митрополит Белоцерковский и Богуславский (с 20 июля 2012)

### Львовская епархия
1. Андрей (Горак), епископ Львовский и Галицкий (18 апреля 1990 — 14 июля 1992) — перешёл в УПЦ КП, лишён сана
2. Сергий (Генсицкий), епископ Тернопольский и Кременецкий, временно управляющий Львовской епархией (14 июля — 20 сентября 1992)
3. Августин (Маркевич), архиепископ Львовский и Галицкий (20 сентября 1992 — 20 июля 2012)
4. Филарет (Кучеров), митрополит Львовский и Галицкий (с 20 июля 2012)

### Волынская епархия
Возрождённая в 1996 году давняя Луцкая епархия, современное полное название «Волынская и Луцкая епархия».
1. Варфоломей (Ващук), архиепископ Волынский и Луцкий (24 января 1990 — 25 августа 1992)
2. Нифонт (Солодуха), митрополит Волынский и Луцкий (25 августа 1992 — 18 октября 2016)
3. Нафанаил (Крикота), митрополит Волынский и Луцкий (с 18 октября 2016)

### Черновицкая епархия
1. Антоний (Москаленко), епископ Черновицкий и Буковинский (до 24 ноября 1990)
2. Онуфрий (Березовский), епископ Черновицкий и Буковинский (9 декабря 1990 — 23 января 1992)
3. Иларион (Шукало), епископ Ивано-Франковский и Коломыйский, временно управляющий Черновицкой епархией (23 января 1992 — 6 апреля 1992)
4. Онуфрий (Березовский), митрополит Черновицкий и Буковинский (7 апреля 1992 — 17 августа 2014)
5. Мелетий (Егоренко), митрополит Черновицкий и Буковинский (с 16 сентября 2014)

#### Кицманское викариатство
1. Пантелеимон (Романовский), епископ Кицманский (25 июля 1992—1993)

#### Хотинское викариатство
1. Мелетий (Егоренко), архиепископ Хотинский (30 июля 2006 — 16 сентября 2014)
2. Евсевий (Дудка), епископ Хотинский (28 сентября 2014 — 29 января 2016)
3. Вениамин (Межинский), епископ Хотинский (с 13 ноября 2016)

#### Банченское викариатство
1. Лонгин (Жар),Митрополит Банченский (с 22 мая 2012)

### Каменец-Подольская епархия
Возобновлённая в 1993 году древняя Подольская епархия.
1. Никанор (Юхимюк), архиепископ Каменец-Подольский и Городокский (22 июня 1993 — 4 апреля 1997)
2. Феодор (Гаюн), митрополит Каменец-Подольский и Городокский (с 15 апреля 1997)

### Днепропетровская епархия
1. Никодим (Руснак), митрополит Харьковский и Богодуховский, временно управляющий Днепропетровской епархией (до 2 декабря 1990)
2. Глеб (Савин), епископ Днепропетровский и Криворожский (2 декабря 1990 — 16 сентября 1992)
3. Кронид (Мищенко), епископ Днепропетровский и Криворожский (16 сентября 1992 — 7 сентября 1993)
4. Агафангел (Саввин), митрополит Одесский и Измаильский, временно управляющий Днепропетровской епархией (7 сентября 1993 — 19 октября 1993)
5. Ириней (Середний), митрополит Днепропетровский и Павлоградский (с 19 октября 1993)

### Хмельницкая епархия
1. Нифонт (Солодуха), епископ Хмельницкий и Каменец-Подольский (до 26 августа 1992)
2. Питирим (Старинский), епископ Хмельницкий и Каменец-Подольский (26 августа 1992 — 22 июня 1993)
3. Антоний (Фиалко), митрополит Хмельницкий и Староконстантиновский (с 22 июня 1993)

### Житомирская епархия
1. Иов (Тывонюк), архиепископ Житомирский и Новоград-Волынский (до 31 июля 1994), переведён в РПЦ
2. Гурий (Кузьменко), архиепископ Житомирский и Новоград-Волынский (31 июля 1994 — 10 февраля 2011)
3. Никодим (Горенко), митрополит Житомирский и Новоград-Волынский (с 14 июня 2011)

#### Коростенское викариатство
1. Виссарион (Стретович), епископ Коростенский (24 августа 1992—1993)

### Харьковская епархия
1. Никодим (Руснак), митрополит Харьковский и Богодуховский (13 сентября 1989 — 15 сентября 2011)
2. Онуфрий (Лёгкий), митрополит Харьковский и Богодуховский (с 8 мая 2012)

#### Изюмское викариатство
1. Онуфрий (Лёгкий), архиепископ Изюмский (22 апреля 2000 — 8 мая 2012)

С 8 мая 2012 года — самостоятельная Изюмская епархия.

### Полтавская епархия
1. Савва (Бабинец), архиепископ Полтавский и Кременчугский (до 2 февраля 1992)
2. Феодосий (Дикун), архиепископ Полтавский и Кременчугский (2 февраля 1992 — 1 октября 2001)
3. Софроний (Дмитрук), архиепископ Черкасский и Каневский, временно управляющий Полтавской епархией (1 октября 2001 — 30 декабря 2001)
4. Филипп (Осадченко), митрополит Полтавский и Миргородский (с 30 декабря 2001)

### Херсонская епархия
Возобновлена в 1991 году, выделена из состава Одесской епархии.
1. Леонтий (Гудимов), митрополит Херсонский и Таврический (20 февраля 1991 — 16 марта 1992)
2. Иларион (Шукало), архиепископ Херсонский и Таврический (6 апреля 1992 — 12 октября 1996)
3. Иов (Смакоуз), епископ Херсонский и Таврический (22 июня 1997 — 30 марта 1999)
4. Ионафан (Елецких), архиепископ Херсонский и Таврический (30 марта 1999 — 22 ноября 2006)
5. Иоанн (Сиопко), архиепископ Херсонский и Таврический (22 ноября 2006 — 11 ноября 2008)
6. Иларий (Шишковский), епископ Херсонский и Таврический (11 ноября 2008 — 17 ноября 2008)
7. Иоанн (Сиопко), митрополит Херсонский и Таврический (с 17 ноября 2008)

### Симферопольская епархия
1. Глеб (Савин), епископ Симферопольский и Крымский (к 24 ноября 1990)
 вакантно (24 ноября 1990 — 2 декабря 1990)
2. Василий (Златолинский), епископ Симферопольский и Крымский (2 декабря 1990 — 27 июля 1992)
3. Лазарь (Швец), митрополит Симферопольский и Крымский (с 27 июля 1992)

### Одесская епархия
1. Леонтий (Гудимов), митрополит Одесский и Херсонский (19 февраля 1990 — 20 февраля 1991)
2. Лазарь (Швец), архиепископ Одесский и Измаильский (11 февраля 1991 — 26 июня 1992)
3. Агафангел (Саввин), митрополит Одесский и Измаильский (с 26 июня 1992)